# بيزان نامه
بيزان ناما هي قصيدة ملحمية فارسية تتكون من 1900 بيت شعري تحكي مغامرات البطل الأسطوري بيزان [الإنجليزية]
 بن جيف. ويشير زابي الله صفا، وهو من علماء الأدب الإيراني، إلى أن عددًا كبيرًا من أبيات هذه الملحمة مأخوذة من بيزان ومانيزا في شاهنامه لفردوسي. وقد افترض جلال ماتيني بعد ذلك عن كثب أن الملحمة هي في الأساس نسخة من قصة الفردوسي مع بعض الأبيات التي أضافها المؤلف وحذف بعض أبيات الفردوسي .